# Лю Цзюнь (II)
Лю Цзюнь  (кит. трад.: 劉準; піньїнь: Liu Zhun; 8 серпня 467 — 23 червня 479) - останній імператор Лю Сун з Південних династій. 
Зійшов на трон 477 року після того, як генерал Сяо Даочен убив його малолітнього брата, свавільного й жорстокого імператора Лю Ю.

## Життєпис
Був сином Лю Ю, втім історичні джерела не дають однозначної відповіді щодо його походження. Деякі історики вважають, що Лю Ю не міг мати власних дітей, тому він забирав у своїх братів вагітних наложниць і називав народжених немовлят своїми синами (разом їх було 12). Інші джерела вважають, що наложниці Лю Ю мали стосунки з іншими чоловіками.
472 року, після смерті Лю Ю, на трон зійшов його старший син Лю Ю (II). Лю Цзюнь отримав пост губернатора важливого столичного регіону, провінції Ян (територія сучасної провінції Чжецзян і південної частини Цзянсу), втім фактично керували тамтешні чиновники.
Тим часом Лю Ю, незважаючи на малий вік, виявив себе як жорстокий і свавільний правитель. За це 477 року був убитий генералом Сяо Даоченом, який посадив на трон брата Лю Цзюня.
Довідавшись про смерть імператора, генерал Шен Юцзі звинуватив Сяо Даочена у спробі узурпації трону й організував повстання в провінції Цзін (територія центральної та західної частин сучасної провінції Хубей). Наприкінці 477 року відбулась невдала спроба повернення реальної влади родині Лю — заколотників було страчено. Це дозволило Сяо Даочену ще більше зміцнити свої позиції. До весни 478 року було придушено повстання. Таким чином Сяо Даочен знищив усі опозиційні сили, після чого він почав поступово вбивати братів імператора Лю Цзюня.
479 року Лю Цзюнь надав родині Сяо у володіння Ці, а сам Сяо Даочен отримав титул князя Ці. Влітку того ж року останній готувався захопити трон, і підготував церемонію, під час якої імператор мав здійнятись на високу платформу й виголосити указ, відповідно до якого Сяо Даочен мав стати новим імператором. Однак 12-річний Лю Цзюнь злякався та сховався під статуєю Будди. Сяо Даочен відрядив до палацу свого генерала Ван Цзіньчжоу, а імператриця, остерігаючись наслідків, особисто долучилась до пошуків Лю Цзюня. Знайшовши його, Ван Цзіньчжоу заспокоїв Лю Цзюня та, зрештою, змусив його піднятись на приготований постамент. Церемонію було проведено, Сяо Даочен прийняв трон. Таким чином династія Лю Сун припинила своє існування, а Сяо Даочен започаткував нову — Південну Ці.
Новий правитель надав Лю Цзюню титул князя Жуйїна та збудував для нього маєток в околицях столиці, разом із тим приставивши до колишнього імператора охорону. Дуже скоро стався інцидент: якісь люди проїжджали кіньми повз маєток Лю Цзюня, охоронці вирішили, неначе хтось хоче визволити колишнього володаря та вбили його. Сяо Даочен не лише не покарав охоронців, але й заохотив їх, а згодом почав знищення родини Лю. Колишнього імператора, однак, він наказав поховати з імператорськими почестями.

## Девіз правління
- Шенмін (昇明) 477-479